# Sara Blomfield
Sara Louisa Blomfield (née Ryan ; 1859-1939) est une des premières membres distinguées de la foi bahá'íe dans les îles britanniques et une partisane des droits des enfants et des femmes . Elle devient Lady Blomfield après que son mari ait été fait chevalier en 1889.

## Biographie
Blomfield est née en Irlande et passe une grande partie de sa vie d'adulte à Londres. Elle est mariée au célèbre architecte de l'ère victorienne Arthur Blomfield, fils de Charles James Blomfield, évêque de Londres. Écrivain accompli et humanitaire, Blomfield aide à fonder le Save the Children Fund  et soutient l'adoption de la Déclaration de Genève sur les droits de l'enfant par la Société des Nations .
Blomfield rejoint la foi bahá'íe en 1907  et devient rapidement l'une de ses soutiens et historiens exceptionnels. Lors de la visite de ʻAbdu'l-Baha à Paris, elle prend des notes de ses réunions publiques qui sont utilisées pour préparer le volume intitulé « Paris Talks ». En hommage, ʻAbdu'l-Baha lui décerne le nom de "Sitárih Khanum" (en persan, "sitárih" signifie "étoile" et "khanum" signifie "dame"). Après le décès d'Abdu'l-Baha en 1921, Blomfield accompagne Shoghi Effendi lors de son voyage de Grande-Bretagne à Haïfa ,. Alors qu'elle est à Haïfa, elle interviewe des membres de la famille de Baha'u'llah. Ces souvenirs enregistrés, ainsi que son récit des jours où elle accueille ʻAbdu'l-Baha à Londres, constituent le contenu de son livre, "The Chosen Highway" .

## Œuvres
- Lady Blomfield, The Chosen Highway, London, UK, Baháʼí Publishing Trust, 1967 (1re éd. 1940) (lire en ligne)
- The Passing of ʻAbdu'l-Baha, co-écrit avec Shoghi Effendi.
- Les nombreuses notes de Blomfield sont à la base d'une grande partie des Paris Talks [1]